# Lista över suffix i svenskan

## Några exempel på vanligasuffixi svenska språket
| Suffix | Exempel    |
| ------ | ---------- |
| -aktig | tjuvaktig  |
| -artad | farsartad  |
| -ism   | kubism     |
| -ledes | således    |
| -ning  | avslutning |
| -skap  | kamratskap |

## Fler exempel
| - -an - -al - -ans - -aktig - -ar - -artad - -ell - -ens | - -gon - -het - -i - -ia - -ibel - -id - -ik - -il | - -in - -ing - -ion - -is - -isk - -ism - -ist - -iv | - -ligen - -logi - -ment - -naut - -sam - -skap |